# Nasonovia tiarellae
Nasonovia tiarellae är en insektsart som beskrevs av Heie 1979. Nasonovia tiarellae ingår i släktet Nasonovia och familjen långrörsbladlöss. Inga underarter finns listade i Catalogue of Life.